# CocoRosie
Cocorosie è un duo musicale statunitense formato dalle sorelle Bianca Leilani Casady ("Coco") e Sierra Rose Casady ("Rosie") e fondato nel 2003.

## Stile musicale
Musicalmente appartengono al genere indie rock e folk psichedelico, a volte associate con il movimento New Weird America e con influenze hip hop. Oltre a cantare, Bianca suona la chitarra, il flauto e nei loro primi lavori, ha usato degli strumenti giocattolo . Sierra suona l'arpa e canta le parti più melodiche delle loro canzoni.

## Storia

### Primi anni
Sierra è nata a Fort Dodge in Iowa, il 9 giugno 1980, mentre Bianca a Hilo nelle Hawaii, il 27 marzo 1982. Sono state soprannominate dalla madre rispettivamente Rosie e Coco.
La madre, di origine Cherokee e siriana insegnante ed artista, si spostava compulsivamente da uno stato all'altro del paese portando le figlie con sé mentre il padre viaggiava per gli Stati Uniti insegnando nelle scuole Waldorf Steiner, seguendo lo sciamanesimo e il peyotismo.
Le sorelle trascorrevano le vacanze estive vagando con lui da una riserva all'altra.
Quando Sierra aveva 5 anni e Bianca 3, i genitori divorziarono.
All'età di 14 anni, Sierra venne buttata fuori di casa dalla madre e mandata in collegio dal padre. Durante questo periodo della sua vita, Sierra cambiava scuola quasi ogni anno e perse i contatti con la sorella.
Nel 2000, all'età di 20 anni, Sierra si trasferì in un piccolo appartamento nel distretto Montmartre di Parigi, per tentare la carriera come cantante d'opera studiando al Conservatorio di Parigi.
Bianca invece studiava linguistica e sociologia, inseguendo le sue passioni per le arti visive e la scrittura. Collezionava anche una serie di tatuaggi e frequentava le feste Kill Whitey a Williamsburg.

### Formazione e carriera
Nel 2003 Bianca lasciò il suo appartamento a Brooklyn per viaggiare in giro per il mondo. Incontrò la sorella Sierra a Parigi nel suo appartamento, prima volta dopo quasi dieci anni di lontananza.
Nel corso dei due mesi successivi, le ragazze passarono quasi interamente le loro giornate nel bagno di Sierra, eletto come la stanza meglio isolata e con l'acustica migliore di tutto l'appartamento con l'intento di scrivere canzoni. In breve tempo registrarono due album: uno hip hop intitolato Word to the Crow (mai pubblicato) ed un secondo che costituisce invece il loro vero e proprio album di debutto, ossia La Maison de Mon Rêve. Entrambi includono suoni da numerosi strumenti musicali-giocattolo acquistati nel loro quartiere. Originariamente la distribuzione de La Maison de Mon Rêve avrebbe dovuto essere destinata ad uno stretto circolo di amici. Invece, una copia dell'album finì nelle mani del produttore Corey Rusk che, accordandosi con il duo, lo fece pubblicare nel 2004 dall'etichetta indipendente Touch & Go. Dal momento della realizzazione del loro primo album, le sorelle Casady diventarono praticamente inseparabili.
Sono state attive per quasi tutto il 2004, facendo diverse date negli Stati Uniti e con diversi viaggi in Europa per dei tour suonando con artisti come TV on the Radio, Bright Eyes e Devendra Banhart.
Si trasferirono a Brooklyn in un appartamento. Qui, Sierra ha fondato una nuova band, i Metallic Falcons, con l'amico Matteah Baim. Il duo firmò un contratto con la Voodoo Eros Records, una nuova etichetta fondata da Bianca con la socia in affari Melissa Shimkovitz.
Nel 2005, Sierra e Bianca, pubblicano il loro secondo album intitolato Noah's Ark, vantando collaborazioni con alcuni tra i maggiori esponenti della musica indie.
Nel 2007, ritornarono con The Adventures of Ghosthorse and Stillborn, un album registrato in Islanda e dalle sonorità più mature con venature hip-hop.
Dopo il singolo God Has a Voice/She Speaks Through Me (2008) e il CD "tour-only" Cononuts, Plenty of Junk Food (2009), nel 2010 pubblicano Grey Oceans, un ulteriore passo avanti nella sperimentazione di nuove sonorità, ritenuto al momento l'album più maturo delle due sorelle pubblicato per la Sub Pop.
Nel 2012, hanno pubblicato il singolo We Are on Fire, registrato con la supervisione di Dave Sitek dei TV on the Radio a Los Angeles. Il singolo esce in versione digitale e in vinile e contiene la b-side Tearz for Animals, in cui canta Antony Hegarty voce degli Antony and the Johnsons, registrata la primavera precedente nel loro studio di Brooklyn. La copertina del singolo è firmata dalla stessa Bianca Casady, che si dedica all'arte con lo pseudonimo di Twin Rivers, e dall'artista Jesse Hazelip. L'artwork della b-side, invece, è nato da un progetto artistico sviluppato nelle carceri: "disegni che vengono dall'interno, tra amici, quale senso di speranza".
Nel 2013 esce Tales of a Grass Widow, album dalle sonorità pop.

## Discografia

### Album
- 2004 - La Maison de Mon Rêve (Touch and Go/Quarterstick Records)
- 2005 - Noah's Ark (Touch and Go/Quarterstick Records)
- 2007 - The Adventures of Ghosthorse and Stillborn (Touch and Go/Quarterstick Records)
- 2010 - Grey Oceans (Sub Pop Records)
- 2013 - Tales of a Grass Widow (City Slang)
- 2015 - Heartache City (Lost Girl Record)
- 2020 - Put The Shine On

### EP
- Beautiful Boyz (Touch and Go/Quarterstick Records 2004)

### Singoli
- God Has a Voice/She Speaks Through Me (2008)
- Lemonade (2010)
- We Are on Fire/ b-side Tearz for Animals (Touch and Go/Quarterstick Records 2012)
- Gravedigress  (2013)
- After the Afterlife (2013)
- Smoke 'Em Out [feat. ANOHI] (2017)